# John Bankhead Magruder
John Bankhead Magruder (Port Royal, 1º maggio 1807 – Houston, 19 febbraio 1871) è stato un militare statunitense.
Ufficiale nell'US Army durante la guerra messico-statunitense e poi maggiore generale dell'esercito degli Stati Confederati durante la guerra di secessione.

## Biografia
Dopo essersi diplomato all'Accademia Militare degli Stati Uniti nel 1830 viene assegnato come secondo luogotenente al 7º reggimento di fanteria.
Combatte nella seconda Guerra Seminole in Florida e poi in Messico dove si distingue nella battaglia di Cerro Gordo.

### La guerra di secessione
Allo scoppio della guerra civile viene assegnato alla guarnigione d'artiglieria a Washington ma, non appena la sua nativa Virginia dichiara la secessione, si dimette dall'esercito dell'Unione e passa, col grado di colonnello nelle file dell'esercito confederato.
Promosso brigadiere generale nel giugno 1861 e maggiore generale nell'ottobre dello stesso anno, viene nominato comandante delle forze sudiste a difesa di Richmond (Virginia).
Nell'aprile 1862 entra nell'Armata Confederata della Virginia Settentrionale e combatte contro l'Armata del Potomac del maggiore generale George B. McClellan.
Dopo le battaglie dei Sette Giorni, a Magruder viene assegnato al comando de distretto militare di Texas, Nuovo Messico e Arizona.
Dall'agosto 1864 al marzo 1865 viene nominato comandante del dipartimento dell'Arkansas-

### Dopo la guerra di secessione
Al termine della guerra civile, Magruder si trasferisce in Messico dove serve nell'esercito dell'imperatore Massimiliano.
Dopo la deposizione di Massimiliano Magruder torna negli Stati Uniti e si stabilisce a Houston, in Texas, dove muore.